# Мартиняна ди По
Мартиня̀на ди По̀ (на италиански: Martignana di Po, на местен диалект: Martgnàna, Мартъняна) е село и община в Северна Италия, провинция Кремона, регион Ломбардия. Разположено е на 26 m надморска височина. Населението на общината е 2018 души (към 2017 г.).